# Þiðrekssaga

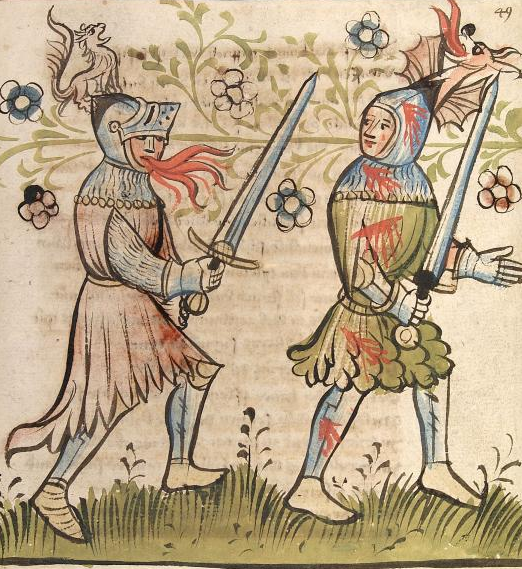
Dietrich e Sigfrido tratti da un manoscritto del XV secolo.

La Þiðrekssaga af Bern (lett. "Saga di Teodorico da Verona", nota anche come Thidreks saga, Thidrekssaga, Niflungasaga o Vilkinasaga) è una saga cavalleresca che narra le avventure dell'eroe Dietrich von Bern (in norreno Þiðrekr af Bern), basata sul personaggio storico di Teodorico il Grande, dove «Bern» fa riferimento alla città di Verona. La saga fu scritta a metà del XIII secolo in Norvegia, il primo manoscritto è stato datato alla fine del XIII secolo; e si crede fosse particolarmente famosa nella Scandinavia medievale. Il nome Vilkinasaga fu usato la prima volta nella traduzione svedese di Johan Peringskiöld del 1715. Peringskiöld prese il nome da Vilkinaland, che la saga afferma essere un vecchio nome usato per Svezia e Götaland.
La prefazione del norvegese Þiðriks saga af Bern dice che fu scritta basandosi sulle "storie di uomini germanici" e sulla "poesia in antico tedesco", forse introdotta dai mercanti anseatici a Bergen. Questa versione semplicistica, farcita di eroi leggendari di epoche diverse, costituisce la base della Didrikssagan svedese risalente alla metà del XV secolo. La rielaborazione svedese è abbastanza indipendente, con molte ripetizioni evitate con la ristrutturazione del materiale in forma più accessibile. Si crede che la versione svedese sia stata composta per ordine di re Carlo VIII di Svezia, il quale si interessava di letteratura.

## Il racconto

### I. Il discorso del cavaliere Samson
Samson è il più valoroso tra i cavalieri al servizio dello jarl Roðgeirr di Salerni. Innamorato della figlia dello jarl, Hildisvið, la rapisce e si nasconde con lei nella foresta. Lo jarl dà incessantemente la caccia al cavaliere ribelle e, trovatolo, lo combatte fino ad essere da lui ucciso; stessa sorte tocca al fratello di Roðgeirr, il re Brúnsteinn. Samson, con l'appoggio dello zio Þéttmarr, conquista le città appartenute ai suoi nemici e si proclama dapprima duca, quindi re. Hildisvið gli partorisce tre figli: Erminrekr, Þéttmarr (così chiamato in onore dello zio) e Aki. Al primogenito Samson affida il potere su dodici città della Spagna, rifiutando un dono simile agli altri figli. Divenuto ormai anziano, Samson decide di condurre un'ultima campagna militare contro lo jarl Elsungr di Bern (Verona), che rifiuta di pagargli il tributo. Dopo una sanguinosa battaglia Samson e i suoi figli ottengono la vittoria, e la città di Bern viene assegnato a Þéttmarr, mentre ad Aki è offerto il castello di Fritili (Vercelli). Durante il viaggio di ritorno a Salerni Samson muore. Erminrekr riconquista il regno di suo padre e s'impadronosce di Romaborg (Roma), di molte isole greche e di numerose terre in Italia, fondando un grande regno.

### II. La giovinezza di re Þiðrekr
Þéttmarr sposa Odilia, figlia dello jarl Elsungr, ed ha da lei un figlio, Þiðrekr, simile, per l'imponente aspetto e il valore, al nonno Samson.
Il figlio dello jarl di Fenidi (Venezia), Hildibrandr, compiuti i trenta anni, decide di mettersi al servizio di Þéttmarr, diventando il precettore di Þiðrekr (che aveva allora 5 anni), ed educa il principe fino ai 12 anni.
Una volta che maestro e allievo sono a caccia, i due si imbattono in Álfrekr il nano. Catturato dal giovane principe, Álfrekr, come riscatto per la propria vita, fa dono a Þiðrekr della fortissima spada Naglhringr e indica all'eroe una caverna dove due troll, Grímr e Hildr, custodiscono un grande tesoro. Senza esitazione Hildibrandr e il suo allievo si avventurano nella grotta e, dopo un lungo duello, riescono ad uccidere i due mostri, conquistando il tesoro. L'impresa si dimostra particolarmente ardua poiché ogni qualvolta Þiðrekr tentava di uccidere Hildr la gigantessa tagliandola a metà, il corpo di quella si riformava; la soluzione è suggerita da Hildibrandr: porsi tra i due tronconi del busto impedendo che essi possano tornare a unirsi. 
Nel castello di Sægarðr dimora Heimir, giovane valoroso che possiede i cavalli più forti e veloci mai visti. Udito parlare di Þiðrekr, Heimir decide di sfidare a duello l'eroe e si reca a Bern. Qui viene sconfitto dal giovane re che, invece di ucciderlo, stringe con lui un'alleanza facendo di Heimir un proprio vassallo.

### III. La saga dei Vilkini
Vilkinus è re in Svíþjóð (Svezia) e Gautland e il suo regno è chiamato Vilkinaland. Egli pretende un tributo da Hertnið, re di Rúziland (Russia): tra i due re scoppia la guerra e Vilkinus, che ne esce vincitore, fa di Hertnið un proprio vassallo. 
Vilkinus, durante una spedizione di pirateria, approda su un'isola; quivi trova una splendida fanciulla e la violenta, poi lei si getta in mare, rivelando di essere un Ondina. Sei mesi dopo l'Ondina si presenta al palazzo di Vilkinus, dicendo di aspettare un figlio da lui: dopo aver partorito un bambino, il gigante Vaði, la fanciulla se ne va per sempre. Vilkinus ha un altro figlio, chiamato Nordian.
Morto Vilkinus, Nordian gli succede al trono e Hertnið, ricevuta la notizia, dichiara guerra ai Vilkini e ne esce vincitore e fa di Nordian un re suo tributario. Alla morte di Hertnið il suo regno è spartito tra i figli: il primogenito Ósantrix prende la Vilkinaland, il secondo, Valdimar, la Rúziland, l'ultimo, Ilias, la Grecia. I figli di Nordian sono invece Eðgeirr, Aventroð, Viðólfr Mittumstangi e Aspilian. I primi tre sono feroci giganti guerrieri; Aspilian, alla morte di Nordian, succede al padre per volere di Ósantrix.
Ósantrix, vedovo della prima moglie, chiede in sposa Oda, figlia di Milias, re di Húnaland (la terra degli Unni): nonostante le numerose ambasciate, Milias rifiuta sempre le proposte di Ósantrix, gettando in prigione tutti i messaggeri, compresi Hertnið e Hirðir, nipoti di Ósantrix stesso.
Ósantrix allestisce quindi un grande esercito e marcia contro Milias, ma giunto alla capitale di Húnaland, si presenta sotto il falso nome di Þiðrekr, dicendo di essere un vassallo di Ósantrix scacciato dal suo signore, e implora la protezione di Milias. Milias, sospettoso, lo invita ad andarsene, ma Aspilian, infastidito dall'insulto ricevuto dal re, colpisce Milias, facendolo svenire. Ósantrix prende per sé Oda, mentre Viðólfr Mittumstangi libera i prigionieri. In seguito essi tornano in Vilkinaland, lasciando a Milias il regno di Húnaland. 
Attila, figlio del re di Frisia, approfitta della debolezza di Milias, vecchio e senza eredi, per impossessarsi del regno di Húnaland. Divenuto re degli Unni, Attila chiede in sposa Erka, figlia di Ósantrix, e invia in ambasciata dapprima suo nipote Osið e il duca Roðólfr, poi il margravio Roðingeirr, ma Ósantrix, pur accogliendo con onori i messaggeri, rifiuta ad Attila la mano della figlia. Il re di Húnaland organizza dunque una campagna militare contro i Vilkini: anche se la spedizione non ottiene il suo scopo, il duca Roðólfr, con una sortita notturna, riesce a far gran strage degli uomini di Ósantrix. Attila fa ritorno nel suo regno.
Il duca Roðólfr si dirige nuovamente verso la Vilkinaland, accompagnato da Osið e da trecento cavalieri; egli fa stabilire i suoi compagni in una foresta, poi si reca da solo presso Ósantrix e, presentatosi col nome di Sigurðr, si mette al suo servizio.
Dopo due anni, il re Norðungr chiede Erka in sposa e Sigurðr viene inviato alla principessa per portarle la proposta del matrimonio: trovandosi solo con lei, Sigurðr rivela di essere il duca Roðólfr e la invita a fuggire con lui per essere presa in sposa da Attila. Erka, consigliata dalla sorella Berta, accetta. Dopo qualche tempo il duca Roðólfr e Osið rapiscono le due principesse e le conducono in Húnaland. L'intervento di Attila scoraggia l'inseguimento di Ósantrix, che, dopo un primo tentativo di riprendere le figlie, fa ritorno nel proprio regno.
Attila sposa finalmente Erka mentre Berta va in moglie al duca Roðólfr.

### IV. Il discorso di Velent il fabbro
Velent è figlio del gigante Vaði. Affidato dapprima al fabbro Mímir, poi a due abili nani, egli viene istruito sul mestiere di fabbro. Terminati l'apprendistato, i nani, invidiosi della sua abilità, cercano di uccidere Velent che però ha la meglio: egli, presi attrezzi e ricchezze di quelli, si mette al servizio di re Niðungr. 
Sfidato da Amilias, l'arrogante fabbro del re, a costruire una spada che fosse in grado di perforare la migliore armatura, Velent forgia la spada Mímungr, che taglia a metà non solo l'armatura, ma anche lo stesso Amilias, che la indossava.
Tempo dopo Niðungr scende in guerra e dimentica a palazzo le pietre della vittoria (una sorta di amuleto portafortuna). Promette allora a chi gliele avesse recuperate metà del regno e la propria figlia in sposa. Velent riesce nell'impresa, ma, di ritorno al campo, viene assalito dagli uomini del re che desideravano il premio promesso. Per difendersi da questi Velent uccide un ufficiale, quindi porta al re le pietre e narra l'accaduto. Niðungr, adirato per la morte dell'ufficiale, non solo nega a Velent la ricompensa, ma e lo costringe a lavorare per lui nella fucina giorno e notte e gli fa tagliare i tendini delle gambe, perché non possa fuggire.
Velent inizia allora a preparare la propria vendetta: uccide i figli bambini del re e usa le loro ossa per fabbricare oggetti per il sovrano.
Qualche tempo dopo la figlia di Niðungr si presenta da lui, chiedendogli di riparare un anello: egli la violenta mettendola incinta.
Velent manda allora a chiamare suo fratello Egil, abile arciere, che accorre prontamente in suo aiuto. Seguendo le indicazioni di Velent, Egil si procura procurato molte piume d'uccello: con esse Velent si fabbrica un paio di ali e vola fino al palazzo di Niðungr. Qui racconta al re quanto era accaduto ai suoi bambini e come avesse violentato sua figlia, poi vola via. 
Di lì a poco Niðungr muore e gli succede il figlio Otvin. Questi fa pace con Velent, che sposa sua sorella, la principessa, già madre di suo figlio Viðga.

### V. Il discorso di Viðga figlio di Velent
Viðga, figlio di Velent, compiuti dodici anni, decide di recarsi a Bern per sfidare Þiðrekr, che ha la sua stessa età. Velent gli fornisce dunque un'armatura e un cavallo e gli fa dono della spada Mímungr. Durante il viaggio Viðga incontra Hildibrandr, Heimir e lo jarl Hornbogi, anch'essi diretti a Bern, e stringe un patto di fratellanza con Hildibrandr. Allorché devono attraversare un fiume, i quattro cavalieri trovano dodici briganti a custodia dell'unico ponte: Viðga li uccide tutti e si impossessa delle loro ricchezze. Durante la notte però Hildibrandr, temendo che Viðga facesse del male a Þiðrekr durante duello, sostituisce la lama di Mímungr con quella della propria spada. Dopo alcuni giorni essi arrivano a Bern e finalmente ha luogo il duello. Þiðrekr in un primo momento prevale, ma quando la spada di Viðga si rompe, Hildibrandr interviene restituendo al giovane eroe Mímungr. A questo punto Viðga ha la meglio e sconfigge Þiðrekr. Hildibrandr allora interviene nuovamente chiedendo al figlio di Velent di risparmiare il suo avversario: Viðga acconsente e stringe un patto di amicizia con Þiðrekr.

### VI. Il discorso di Ekka, Fasold e Sistram
Þiðrekr, umiliato dalla sconfitta subita contro Viðga, parte in cerca di avventure. Durante la traversata di un bosco si imbatte nel potente guerriero Ekka, che lo sfida a duello. Þiðrekr, non ancora totalmente guarito dalle ferite, cerca di evitare lo scontro, ma finisce per cedere alle provocazioni di Ekka. Dopo una lunga lotta, Þiðrekr ha la meglio e decapita l'avversario.
Fasold, fratello di Ekka, scoperto che Þiðrekr ha ucciso suo fratello, lo sfida a sua volta. Anch'egli sconfitto, per evitare la morte fa un patto di fratellanza con Þiðrekr e parte con lui verso Bern. Durante il viaggio i due cavalieri si imbattono dapprima in un elefante infuriato: Þiðrekr si scaglia contro la bestia e la uccide. Poco dopo trovano un drago alato che aveva catturato un cavaliere: essi affrontano il drago e lo abbattono, liberando il cavaliere che il mostro stringeva nelle fauci. Il guerriero li ringrazia e dice di essere Sistram, cugino di Hildibrandr, che era partito in cerca del parente, nella speranza di incontrare il compagno d'armi di quest'ultimo, Þiðrekr. Þiðrekr allora si presenta e fa ritorno a Bern con i due compagni.

### VII. Il discorso di Þéttleifr il danese
Il figlio dello jarl Biturúlfr, Þéttleifr, non mostra per tutta l'infanzia il minimo interesse per le attività che si addicono al suo rango, trascorrendo le sue giornate in cucina. All'età di dodici anni decide finalmente di accompagnare il padre in un viaggio, indossando per la prima volta le armi. I due cadono in un'imboscata di briganti e Þéttleifr si dimostra un degno combattente aiutando il padre a far strage dei nemici. In seguito il giovane guerriero decide di partire in cerca di avventure.
Imbattutosi in Sigurðr il vecchio, amico di Biturúlfr, Þéttleifr ingaggia contro questo un lungo duello, dal quale esce vincitore: Sigurðr, ammirato dal valore del figlio del suo compagno d'armi, offre al ragazzo in sposa la propria figlia. Þéttleifr accetta, anche se preferisce, prima di sposarla, guadagnarsi fama con altre imprese. 
Þéttleifr si rimette in viaggio e intercetta Þiðrekr, che si stava recando a Romaborg: il figlio di Biturúlfr si mette al servizio del re di Bern e lo accompagna nel suo viaggio. 
Durante il soggiorno a Romaborg, Þiðrekr è invitato ad una festa dallo zio Erminrekr, alla quale Þéttleifr non può partecipare. Quest'ultimo organizza allora un grande banchetto e per allestirlo spendere tutti i propri beni e impegna i cavalli e le armi di Þiðrekr, Heimir e Viðga.
Erminrekr, al termine della festa, si trova costretto a ripagare le spese di quanti accompagnavano il nipote, Þéttleifr compreso.
Valtari, vassallo di Erminrekr, che ritiene tali spese un affronto al suo signore, sfida Þéttleifr ad alcune gare di lancio: Þéttleifr ne esce vincitore e accompagna a Bern Þiðrekr.

### VIII. Le campagne di re Þiðrekr
Tre nuovi eroi si uniscono alla compagnia di Þiðrekr: Ömlungr, Herbrandr e Vildifer. Quest'ultimo in particolare è legato a Viðga da profonda amicizia.
Attila chiede aiuto a Þiðrekr per una campagna contro Ósantrix. Þiðrekr accetta e arriva in soccorso del re degli Unni: essi invadono Vilkinaland e sconfiggono in battaglia Ósantrix. Questi, tuttavia, prima di fuggire riesce a prendere prigioniero Viðga, la cui spada, Mímungr, viene invece recuperata da Heimir. Attila e Þiðrekr fanno infine ritorno alle loro terre.
Vildifer, determinato a liberare Viðga, si traveste con una pelle d'Orso e si finge l'orso addestrato del giullare Ísungr, quindi si reca insieme a quest'ultimo alla corte di Ósantrix. Quando Ósantrix li accoglie a corte chiede al giullare di farlo divertire con il suo orso, Vildifer afferra la spada di Ísungr e uccide il re. I due si precipitano quindi a liberare Viðga e fanno infine ritorno a Bern.
Erminrekr chiede a Þiðrekr di supportarlo in una guerra contro il ribelle jarl Rimsteinn. Dopo mesi di assedio della fortezza di Rimsteinn, Viðga sorprende lo jarl durante una sortita fuori dalle mura e lo uccide, poi riferisce a Þiðrekr l'accaduto. Heimir si beffa di Viðga dicendo che si trattava di un'impresa da nulla e tra i due scoppia una lite: Viðga accusa l'altro di avergli rubato Mímungr e lo sfida a duello. Þiðrekr si interpone impedendo lo scontro tra i suoi compagni; Heimir si scusa e Viðga riprende Mímungr.

### IX. L'infanzia di Sigurðr il giovane
Sigmundr, re di Tarlungaland, sposa Sisibe, figlia del re di Spanland (Spagna). Allorché Sigmundr parte per una campagna militare, il reggente Artvin tenta di sedurre la regina, che tuttavia lo respinge. Artvin, al ritorno di Sigmundr, calunnia Sisibe dinnanzi al re, che ordina al reggente di condurre la donna nella foresta Sueba e di abbandonarla là. Sisibe, che è incinta, muore di parto durante il viaggio e il bambino viene gettato da Artvin in un fiume.
Il fanciullo è raccolto da una cerva, che lo cresce per un anno, quando lo trova il fabbro Mímir, che lo adotta e gli dà nome Sigurðr. Sigurðr crescendo diventa un ragazzo assai indisciplinato che spesso rovina il lavoro di bottega del patrigno: Mímir decide di liberarsene e lo invia nella foresta a fare carbone. Nella foresta dimorava Reginn, il mago fratello di Mímir che aveva assunto forma di drago: questi assale Sigurðr, che tuttavia riesce ad avere la meglio e ad uccidere il drago. Trovandosi senza provviste, il ragazzo decide di cucinare la carne del rettile e, scottatosi con il calderone in cui la carne bolliva, mette il dito in bocca. Non appena il liquido gli tocca la lingua, egli incomincia ad intendere il linguaggio degli uccelli, che lo mettono in guardia dalle intenzioni di Mímir, che voleva ucciderlo.
Sigurðr si immerge allora nel sangue del drago, rendendo la sua pelle invulnerabile alle armi, poi fa ritorno alla fucina e minaccia il patrigno di morte. Mímir, sperando di essere graziato, offre al figlioccio delle ottime armi, tra cui la spada Gramr, e gli promette un cavallo, Grani, della mandria della regina Brynhildr. Sigurðr non ha pietà e uccide il fabbro, quindi si reca al palazzo di Brynhildr per reclamare il cavallo. Brynhildr accoglie il giovane e, vedendo che Sigurðr non conosceva la propria stirpe, gli rivela chi siano i suoi genitori: Sigmundr e Sisibe. Infine dona al ragazzo Grani. Sigurðr, in groppa al suo destriero, si reca in Bertangaland, dove si mette al servizio del re Ísungr.

### X. La festa di re Þiðrekr
In Niflungaland regna un re chiamato Aldarian (o Írungr). Sua moglie, Oda, viene un giorno sedotta da un elfo, che la mette incinta di un bambino, Högni, la cui paternità è tuttavia attribuita ufficialmente al re. Oda ha dal marito quattro figli: Gunnarr, che succede al padre sul trono di Niflungaland, Guthormr, Gernoz e Gísler, e una figlia: Grímhildr. Þiðrekr, avendo inteso parlare di re Gunnarr e di suo fratello Högni, decide di allestire a Bern un banchetto a cui invitare i due eroi: alla festa partecipano Þiðrekr, Hildibrandr, lo jarl Hornbogi, Gunnarr, Högni, Viðga, Ömlungr, Þéttleifr, Fasold, Sistram, Vildifer, Herbrandr e Heimir. Durante tale banchetto Herbrandr parla di re Ísungr di Bertangaland, dei suoi undici figli e del suo invincibile porta bandiera, Sigurðr il giovane. Þiðrekr decide allora di intraprendere una spedizione in Bertangaland per sfidare tali eroi a duello.

### XI. La campagna di Þiðrekr in Bertangaland
Þiðrekr e i suoi compagni partono per Bertangaland. Durante il viaggio attraversano la foresta Bertangaskógr, dove il gigante Eðgeirr sorveglia i confini del regno di Ísungr. Viðga, parente di Eðgeirr, si fa avanti e sfida il gigante e lo uccide, permettendo ai compagni di passare. Giunti al castello di Ísungr, Þiðrekr e i suoi sfidano a duello il re, i suoi figli e Sigurðr: molti degli eroi di Þiðrekr vengono sconfitti e presi prigionieri. Viðga, vincitore del primogenito di Ísungr, minaccia di uccidere il principe se non fossero stati liberati i suoi amici, che vengono dunque rilasciati. L'ultimo duello è tra Sigurðr e Þiðrekr: il re di Bern, dopo due giorni di combattimento, si fa prestare da Viðga la spada Mímungr, l'unica in grado di scalfire la pelle di Sigurðr. Quest'ultimo, alla vista dell'arma, si arrende. Ísungr stringe infine amicizia con Þiðrekr e i suoi eroi e concede la propria figlia, Fallborg, in sposa a Ömlungr.

### XII. I matrimoni di Sigurðr e Gunnarr
Þiðrekr e i suoi compagni fanno ritorno alle loro città e Sigurðr segue Gunnarr e Högni nella loro terra. Qui sposa Grímhildr, sorella di Gunnarr, mentre Gunnarr sposa Brynhildr. Quest'ultima non si vuole però concedere al marito e, nelle prime tre notti di nozze, grazie alla sua forza smisurata, lo lega mani e piedi impedendogli di entrare nel suo letto. Gunnarr chiede dunque l'aiuto di Sigurðr, è questi rivela al re che l'unico modo per impedire la resistenza di Brynhildr è toglierle la verginità. Sigurðr dunque si traveste da Gunnarr ed entra nel letto della regina e la possiede con la forza. In seguito la fanciulla è costretta a concedersi al marito.

### XIII. Il discorso di Herburt e Hildr
Þiðrekr desidera sposare la bellissima figlia di re Artus di Bertangaland, Hildr, e invia Herburt, suo nipote, per chiederla in sposa. Artus, geloso della figlia, impedisce a Herburt anche solo di vederla, fintanto che, in occasione di una grande festa, il nipote di Þiðrekr la incontra durante la messa. Hildr, che ha notato il giovane, chiede al padre di mettere Herburt al suo servizio e Artus accetta. Qui Herburt rivela a Hildr la sua missione e, allorché lei gli chiede quale sia l'aspetto di Þiðrekr, Herburt disegna un volto orribile: la fanciulla, disgustata dall'idea di concedersi ad un tale mostro, chiede piuttosto di sposare Herburt. Poiché Artus non avrebbe approvato il matrimonio, Herburt fugge con la principessa e la sposa. Þiðrekr in seguito sposa Guðilinda, figlia di re Drusiann.

### XIV. Il discorso di Valtari e Hildigunnr
Valtari, nipote di Erminrekr, viene inviato dallo zio come ostaggio al re Attila, col quale ha stretto un'alleanza. Anche Hildigunnr, figlia di Ilias, è ostaggio di Attila. I due si innamorano e decidono di fuggire dalla corte degli Unni. Appena Attila se ne accorge, invia dodici cavalieri, tra cui Högni, per inseguire i due giovani. Valtari affronta e uccide tutti i guerrieri tranne Högni, al quale toglie un occhio. Quest'ultimo torna da Attila e gli riferisce l'accaduto. Erminrekr in seguito invia ad Attila grandi doni per ristabilire la loro alleanza.

### XV. Il discorso di Apollonius e Herborg
Alla morte di Artus, Ísungr conquista Bertangaland e scaccia i figli del re precedente, Apollonius e Íron. Essi fuggono alla corte di Attila e vengono fatti jarl. Apollonius desidera sposare Herborg, figlia del re di Frakkland (Francia), Salomon, e si reca alla corte di questi per chiederla in sposa. Salomon glielo nega, ma Apollonius, prima di congedarsi, dona alla principessa un anello magico che la fa innamorare di lui. Travestito da donna Apollonius torna alla corte di Salomon, dove incontra Herborg e fugge con lei. Dopo un primo momento di inimicizia, Salomon si dice disposto a riappacificarsi col genero. La morte improvvisa di Herborg vanifica tuttavia le trattative e il re di Frakkland entra in guerra con Apollonius e suo fratello Íron.

### XVI. Il discorso dello Jarl Íron
Lo jarl Íron e Apollonius intraprendono numerose battute di caccia nelle terre di Salomon, durante le quali devastano la foresta e uccidono un gran numero di animali, tra cui un gigantesco bisonte che Salomon aveva vietato di cacciare. Anche Salomon devasta, durante le sue battute di caccia, i boschi dei due fratelli. Durante una di queste battute, Íron viene catturato da Salomon. Ísolde, moglie dello jarl, offre un grande riscatto per il marito e, grazie all'intervento di Attila, ottiene la liberazione di Íron, che si riappacifica con Salomon. Dopo la morte della moglie e del fratello, Íron intraprende nuove spedizioni di caccia e capita nei pressi di Fritila. Qui si innamora di Bolfrina, moglie di Áki, zio di Þiðrekr, e le fa dono dell'anello magico già usato da Apollonius, così che anche lei si innamora di lui. Áki, scoperta una lettera di Íron per la moglie, uccide lo jarl cacciatore. Poco tempo dopo Áki muore di malattia e Viðga ottiene da Erminrekr di poter sposare Bolfrina, purché giuri a lui la stessa fedeltà che prima doveva a Þiðrekr. Viðga accetta e diventa duca di Fritila.

### XVII. La vendetta di Sifka
Erminrekr, re di Romaborg, invia il proprio consigliere Sifka in missione e, durante la sua assenza, ne violenta la moglie. Sifka, fatto ritorno a Romaborg e appreso l'accaduto, decide di vendicarsi e spinge i tre figli di Erminrekr a intraprendere missioni pericolose in cui tutti e tre perdono la vita. Il malvagio consigliere incomincia poi a calunniare i figli di Áki davanti a loro zio Erminrekr, che, convinto della veridicità delle accuse, li condanna a morte. Sifka spinge infine il re di Romaborg a dichiarare guerra a Þiðrekr, suo nipote. Inutilmente Viðga e Heimir tentano di far ragionare Erminrekr: mentre il primo corre a portare l'annuncio a Þiðrekr, il secondo, inseguito dagli uomini di Erminrekr fugge nelle proprie terre. Þiðrekr, giacché il suo esercito è numericamente inferiore a quello dello zio, sceglie l'esilio volontario e, insieme ai suoi più fedeli compagni, tra cui Hildibrandr e Vildifer, si rifugia alla corte di Attila.

### XVIII. La guerra tra Unni e Russi
Attila, con il supporto di Þiðrekr e dei suoi uomini, intraprende una guerra contro Ósantrix: quest'ultimo viene ucciso e gli Unni risultano vincitori. Durante l'assenza di Attila, Valdimar, re di Rúziland e fratello di Ósantrix, devasta Húnaland (il regno degli Unni). Fatto ritorno nel suo regno, Attila schiera il proprio esercito contro quello dei Russi, mentre Þiðrekr affronta gli uomini di Þiðrekr di Rúziland, figlio di Valdimar. Dopo numerosi scontri, Þiðrekr riesce a prendere prigioniero il proprio omonimo e lo riporta con sé in Húnaland. Qui Erka si prende cura del figlio di Valdimar, suo cugino, e ne cura le ferite: entrambi i Þiðrekr infatti avevano riportato profonde ferite a seguito dello scontro. In assenza di Attila, che intraprende una nuova campagna contro i Russi, Erka libera dalla prigione il cugino, convinta che non sarebbe fuggito: egli, tuttavia, alla prima occasione abbandona Húnaland per tornare da suo padre. Þiðrekr (figlio di Þéttmarr) si lancia all'inseguimento del fuggitivo e, trovatolo, lo affronta e lo uccide. Attila nel frattempo fa ritorno al proprio regno, sconfitto dal nemico. Viene deciso infine di intraprendere l'ennesima campagna contro Valdimar: in questa occasione Þiðrekr uccide il re nemico, ponendo fine alla guerra. A Valdimar succede il fratello Íron (forse identico a Ilias nominato in precedenza), che giura fedeltà a Attila.

### XIX. La campagna di Þiðrekr contro Erminrekr
Dopo numerosi anni di esilio, Þiðrekr decide di intraprendere una campagna contro Erminrekr per riconquistare il proprio regno. Attila e il margravio Roðingeirr offrono il loro supporto e allestiscono un'armata di Unni che parta verso Bern: Erpr e Ortvin, figli di Attila, e Þether, fratello minore di Þiðrekr, si uniscono alla spedizione, anche se ancora giovani. Erminrekr, ricevuta la dichiarazione di guerra del nipote, prepara il proprio esercito, guidato da Sifka, Reinaldr e Viðga: dal momento che quest'ultimo rifiuta di combattere Þiðrekr, gli viene contrapposto l'esercito degli Unni, mentre sarà Sifka a fronteggiare Þiðrekr. Hildibrandr e Reinaldr si incontrano segretamente nella notte e si informano riguardo alla disposizione dei rispettivi eserciti. L'indomani infuria la battaglia: Vildifer e Valtari si affrontano, uccidendosi a vicenda, e Ulfráðr, cugino di Þiðrekr, viene ucciso da Reinaldr. Viðga, combattendo l'esercito Unno, uccide entrambi i figli di Attila: Þether, loro fedele amico, si propone di vendicarli e si lancia contro Viðga, che, non potendo evitare lo scontro con il fratello di Þiðrekr, è costretto ad ucciderlo. Questo causa l'ira di Þiðrekr, che si lancia all'inseguimento del vecchio amico Viðga; quest'ultimo, per sfuggire alla sua furia, si getta in mare e scompare. Pur essendo l'esercito di Erminrekr in rotta, Þiðrekr ha perso molti dei suoi compagni e decide di fare ritorno in Húnaland, non avendo un esercito con cui difendere la riconquista Bern. Attila e Erka, pur avendo perso entrambi i figli, accolgono nuovamente con affetto Þiðrekr, e gli offrono in sposa la nipote Herað. Poco tempo dopo Erka si ammala e muore.

### XX. La morte di Sigurðr il giovane
Nel corso di un litigio tra Brynhildr e Grímhildr, su quale delle due regine meriti più prestigio, la seconda accusa la prima di essere una concubina di suo marito Sigurðr. Brynhildr, indignata, chiede a Gunnarr e a Högni di uccidere Sigurðr per riscattare il suo onore. Högni si offre di compiere l'impresa e, organizzata una battuta di caccia, approfitta di un momento di distrazione di Sigurðr per colpirlo alla schiena, l'unico punto vulnerabile del suo corpo.

### XXI. Il discorso di Hertnið e Ostasia
Re Hertnið, nemico di Ísungr, intraprende una campagna contro il re di Bertangaland e ne devasta il regno. Ísungr, in risposta, invade il regno di Hertnið, con il supporto di Þéttleifr e Fasold. La moglie di Hertnið, la maga Ostasia, evoca un esercito di mostri, demoni e bestie feroci e si trasforma lei stessa in dragone, assicurando così la vittoria al marito. Þéttleifr, Fasold, Ísungr e tutti i suoi figli perdono la vita, riuscendo però a ferire mortalmente Ostasia, che muore poco dopo.

### XXII. La saga dei Niflúngar
Attila, rimasto vedovo di Erka, chiede in sposa Grimhildr: ella acconsente sperando di poter usare il potere del nuovo marito per vendicare Sigurðr. Grimhildr parla ad Attila del tesoro dei Niflúngar, appartenuto a Sigurðr, e convince il marito ad invitare a Susat i fratelli per ottenere da loro il tesoro. Högni, intuito il tranello, cerca di dissuadere Gunnarr dal partire, ma quest'ultimo non gli dà ascolto. Durante il viaggio verso Susat, Högni si imbatte in due ondine che gli predicono il destino dei Niflúngar: non fare più ritorno in patria. Giunti da Attila, viene allestito un grande banchetto durante il quale Grimhildr istiga Högni. Questi apre le ostilità uccidendo il figlio della sorella. Mentre Þiðrekr, per non infrangere l'amicizia con i Niflúngar né quella con Attila, si rifiuta di intervenire, Gunnarr, Högni e i loro uomini si trovano assediati nel giardino in cui si teneva il banchetto. Gunnarr viene catturato e ucciso, mentre Högni, insieme ai fratelli Gíslher e Gernoz e all'amico Fólkher, riesce a penetrare nel palazzo. Qui si oppone a loro il margravio Roðingeirr, che muore uccidendo Gíslher. Þiðrekr decide infine di intervenire per vendicare Roðingeirr: egli affronta in duello Högni, l'ultimo sopravvissuto dei Niflúngar. Dopo un interminabile scontro Þiðrekr, spazientito, sputa fiamme, ustionando Högni, che si arrende. Il re di Bern, orripilato dalla crudeltà di Grimhildr, causa della battaglia, le toglie la vita. Högni, mortalmente ferito, chiede come ultimo desiderio di poter giacere con una donna; questo gli è concesso: egli, mettendola incinta, si assicura una discendenza.

### XXIII. Il ritorno di Þiðrekr
Dopo la strage dei Niflúngar e la morte di molti dei compagni di Þiðrekr, quest'ultimo decide di far ritorno in patria accompagnato solo da Hildibrandr e Herað, sua moglie, sperando così di passare inosservato. Dopo numerose peripezie, i tre vengono a conoscenza della morte di Erminrekr: mentre Romaborg è ora in mano a Sifka, Bern è governata da Alibrandr, figlio di Hildibrandr. Hildibrandr precede dunque il re, sperando di incontrare il figlio mai conosciuto, ma si imbatte in un misterioso cavaliere che gli sbarra il passaggio. I due ingaggiano un feroce duello e, allorché Hildibrandr sta per uccidere l'avversario, quest'ultimo rivela di essere Alibrandr: padre e figlio si riconciliano e preparano la città per il ritorno del legittimo sovrano. Þiðrekr viene accolto con gioia dagli abitanti di Bern. Egli, in seguito ad una battaglia presso Rana (Ravenna), uccide Sifka e diventa re di Romaborg. Poco tempo dopo sia Hildibrandr che Herað muoiono di malattia. Þiðrekr apprende nel frattempo della morte di re Hernið, ucciso da un drago, e, imbattutosi in questo stesso mostro, lo uccide, recuperando le armi di Hernið. Liberata poi la città di quest'ultimo dai briganti che vi spadroneggiavano dopo la sua morte, sposa la regina Ísold, vedova di Hernið.

### XXIV. La morte di re Attila
Aldarian, il figlio postumo di Högni, cresce per dodici anni alla corte di Attila: egli è l'ultimo a conoscere il segreto del tesoro dei Niflúngar. Recatosi da Attila si offre di portare quest'ultimo al nascondiglio dell'oro e il re prontamente lo segue. Mentre Attila entra nella caverna dove è custodito l'immenso tesoro, Aldarian sigilla l'entrata, lasciando il re degli Unni a morire di fame in mezzo al tesoro tanto desiderato. Vendicati così i parenti, si reca in Niflungaland e ne diventa lo jarl.

### XV. La fine di Heimir e di re Þiðrekr
Heimir, dopo anni passati a combattere Sifka, decide di espiare i propri peccati facendosi monaco. Allorché il gigante Aspilian minaccia le proprietà del monastero, egli veste nuovamente le armi e uccide l'avversario. L'eco dell'impresa giunge fino alle orecchie di Þiðrekr, che si reca nel monastero per trovare il suo vecchio amico. Heimir decide di abbandonare la vita monastica per tornare al servizio di Þiðrekr: poiché i monaci, un tempo suoi compagni, rifiutano di pagare il tributo al suo signore, egli li uccide e dà fuoco al monastero. In seguito, sempre per conto del re, si reca a chiedere un tributo a un gigante. Questi, afferrata la sua clava, uccide Heimir. Þiðrekr prontamente vendica l'amico ammazzando il gigante. Þiðrekr vive ancora molti anni nel proprio regno. Un giorno, trovato un bellissimo cavallo nero già sellato nella sua corte, vi sale in groppa: il cavallo comincia a correre e nessuno riesce a stargli dietro né Þiðrekr può fermarlo. L'eroe capisce allora che si tratta del diavolo e scompare per sempre.

### La fine di Viðga e di re Þiðrekr nella Didrikssagan [versione svedese dell'opera]
Alcuni narrano che Þiðrekr abbia inscenato la scomparsa sul cavallo per recarsi in gran segreto Sjáland (Zelanda), dove ancora viveva Viðga: scomparso nelle acque del mare dopo la battaglia contro Þiðrekr, egli era stato portato qui dalla sua antenata, l'Ondina madre di suo nonno Vaði. Giunto alla dimora di Viðga, Þiðrekr sottrae all'eroe la spada Mímungr, poi lo sfida a duello. Viðga, privo della sua arma migliore, viene sopraffatto e muore. Þiðrekr, dopo aver gettato in un lago Mímungr, muore per le ferite infertegli da Viðga.

## I poemi tedeschi del ciclo di Dietrich von Bern
Il prologo della Þiðrekssaga afferma che la materia della saga è trattata dai poemi e canti tedeschi. I principali poemi riguardanti il ciclo di Dietrich von Bern (Teoderico da Verona, in norreno Þiðrekr af Bern) pervenutici sono:
- Wunderer: racconta le imprese di un giovane Teoderico, educato alla corte di Attila. L'eroe, poco più che fanciullo, affronta un gigante antropofago per salvare una giovane dama perseguita.
- Sigenot: Il giovane Teoderico, accompagnano dal maestro Ildebrando, affronta il gigante Sigenot, parente dei due troll Hilde e Grime uccisi in precedenza dai due eroi.
- Re Rother: pur non appartenendo direttamente al ciclo di Dietrich (Teoderico), il poema presenta strette somiglianze con il racconto di Osantrix presente nella Þiðrekssaga. Rother è il giovane re di Bari, che chiede in sposa la figlia di re Costantino di Costantinopoli. Il re, non solo rifiuta la mano della fanciulla, ma fa addirittura incarcrtare i messaggeri di Rother. Rother, accompagnato dai giganti Asprian e Witold si presenta alla corte di Costantino col nome di Teoderico fingendosi un guerriero esiliato da Rother, e, guadagnata la fiducia del re di Costantinopoli, seduce la principessa e scappa con lei.
- Eckenlied: il giovane gigante Ecke si mette alla ricerca di Teoderico per sfidare a duello l'eroe. Dopo molte peripezie, i due guerrieri si incontrano, Teoderico ha la meglio e uccide l'avversario. Vasolt, fratello di Ecke, scopre della morte del fratello e dapprima sfida Teodorico a duello, venendo sconfitto, poi, con trappole e inganni, cerca in ogni modo di fare perire l'eroe di Bern. Infine Dietrich (a differenza di quanto avviene nella Þiðrekssaga) uccide Vasolt.
- Virginal: la principessa degli elfi Virginal è perseguita da un gigante antropofago che le chiede periodicamente un tributo umano. Teoderico e Ildebrando vengono in aiuto alla fanciulla e uccidono l'orco. I due eroi hanno però a che fare con altri giganti che catturano lo stesso Teoderico: grazie all'intervento di tutti i suoi cavalieri, il re di Bern viene liberato. Nel poema si narra anche di come Ildebrando e Teoderico salvino dalle fauci di un drago un cavaliere di nome Rantwin (episodio parallelo a quello di Sistram presente nella saga).
- Biterolf e Dietleib: Il poema narra la giovinezza dell'eroe Dietleib (in norreno Þéttleifr) in modo completamente diverso da come presentata nella saga. Biterolf (in norreno Biturúlfr), padre di Dietleib, re di Toledo, parte in segreto quando il figlio è ancora bambino per mettersi al servizio di re Attila. Dietleib, cresciuto, decide di mettersi sulle tracce del padre, ma incontra sul suo percorso Gunther, Gernot e Hagen (nella saga Gunnarr, Gernoz e Högni), signori dei Burgundi, che lo sfidano a duello. Dietleib li sconfigge, quindi arriva alla corte di Attila dove ha modo di ritrovare il padre. Ritenendo di essere stato oltraggiato dai cavalieri Burgundi, Dietleib, con l'aiuto degli eserciti di Attila e Teoderico, organizza una spedizione contro Gunther e i suoi. Dopo numerosi giorni di scontri e duelli si raggiunge una pace tra le due fazioni.
- La morte di Alphart: allorché re Ermanarico (Erminrekr) dichiara guerra al nipote Teoderico, il giovane Alphart, parente di Ildebrando, parte da solo per una ricognizione. Imbattutosi nell'esercito di Ermanarico, affronta con coraggio molti guerrieri, ma viene sopraffatto da Witege e Heime (Viðga e Heimir) che, in un duello sleale due contro uno, lo uccidono.

## Origini
In tedesco la leggenda di Dietrich e dei suoi eroi venne fusa con altre tradizioni, come la leggenda ostrogota di Ermanarico o la leggenda franco-burgunda di La canzone dei Nibelunghi, che portò ad una fusione tra il re sassone Etzel ed il re unno Attila. Le leggende di Ermanaric e dei Nibelunghi giunsero in Scandinavia prima di fondersi con la storia di Dietrich, e Dietrich viene citato sulla Pietra runica di Rök (Þjóðríkr) ed in alcuni passi (Þjóðrekr) dell'Edda, dov'è appena legato alle altre tradizioni.
La più antica traccia germanica della storia di Dietrich è il Carme di Ildebrando, del IX secolo, dove si narra di un duello tra il principale consigliere ed amico di Dietrich, Ildebrando e Adubrando, figlio di Ildebrando. Nel XII secolo fu riscritta e questo è probabilmente il periodo in cui fu aggiunta la melodia tuttora esistente. Una seconda prova dell'antichità della storia in Germania settentrionale è la ballata nota come Koninc Ermenrîkes Dôt, che racconta di una spedizione di guerra condotta da Dietrich contro il re Franco Ermenrik. Esistono probabilmente molte storie che narrano di Dietrich, dato che l'autore della scandinava Þiðrekssaga afferma nel seguito della saga, che ogni bambino sassone conosce la storia di Dietrich e dei suoi eroi.
In Germania meridionale le ballate furono unite formando il Nibelunge-nôt (circa 1140), che sopravvive ancora oggi in un'edizione del 1210 circa, ad esempio nel Nibelungenlied, in cui Sigfrido Fafnisbane è il fulcro della storia assieme alla distruzione dei suoi assassini Nibelunghi alla corte del cognato Etzel, dove Dietrich gioca un ruolo fondamentale.
Esistono altri poemi in alto tedesco antico che appartengono al ciclo di Dietrich, come il König Ruother, il Walther und Hildegund (XIII secolo), Walther von Aquitanien, i racconti di Ortnit e Wolfdietrich, del nano Re Laurino, il Der grosse Rosengarten, il Die Rabenschlacht, il Dietrichs Flucht, ed altri.
I racconti su Dietrich sembrano essere giunti in Scandinavia nel XII secolo dove, soprattutto in Svezia e Danimarca, si fusero con le leggende di Sigfrido e di altri eroi norreni. Queste due storie generarono ballate di cui poche si sono salvate, come la lotta di Vidrik Verlandsson contro Langben Riske ed il combattimento tra Sivard Snarensvend ed il suo giovane amico Humlung. Lo storico norvegese Gustav Storm sostenne che queste storie derivassero dalla versione svedese Didrikssagan, ipotesi che fu contrastata vivamente dal norvegese Sophus Bugge e dal danese Nicolai Frederik Severin Grundtvig.
A metà del XIII secolo un norvegese, o un islandese, fuse le "storie di uomini germanici" in una raccolta, a cui aggiunse le tradizioni svedesi di Sigurd Fafnisbane e dei Nibelunghi (Gjúkungar), creando la Þiðrekssaga. In Germania una raccolta meno completa fu creata attorno al 1477, e fu chiamata Heldenbuch.

## Retaggio
La Þiðrekssaga ebbe una forte influenza sulla storiografia svedese, dato che la saga identifica lo Stato di Vilkinaland con la Svezia, e quindi l'elenco dei re fu aggiunto a quello svedese. Nonostante alcuni studiosi come Olaus Petri fossero critici in proposito, questi re venivano considerati storicamente re svedesi fino a poco tempo fa. La storicità dei re di Vilkinaland fu ulteriormente confermata nel 1634 quando Johannes Bureus scoprì l'arrivo dei norvegesi in Svezia nel XV secolo.
Richard Wagner la usò come fonte per la sua tetralogia L'anello del Nibelungo.